# Bühl (Svizzera)
Bühl (toponimo tedesco) è un comune svizzero di 448 abitanti del Canton Berna, nella regione del Seeland (circondario del Seeland).

## Società

### Evoluzione demografica
L'evoluzione demografica è riportata nella seguente tabella:
Abitanti censiti

## Amministrazione
Ogni famiglia originaria del luogo fa parte del cosiddetto comune patriziale e ha la responsabilità della manutenzione di ogni bene comune.